# پرواز ۹۶۱ هواپیمایی اتیوپی
پرواز شمارهٔ ۹۶۱ خطوط هوایی اتیوپی یک پرواز برنامه‌ریزی شده بود که مسیر آدیس آبابا – نایروبی – برازاویل – لاگوس – ابیجان را انجام می‌داد. در ۲۳ نوامبر ۱۹۹۶، هواپیمای پرواز، یک بوئینگ ۷۶۷، در مسیر آدیس آبابا به نایروبی توسط سه اتیوپیایی که به دنبال پناهندگی در استرالیا بودند ربوده شد. هواپیما در اقیانوس هند در نزدیکی گرند قمر، جزایر قمر، به دلیل پایان یافتن سوخت فرود اضطراری کرد. ۱۲۵ نفر از ۱۷۵ مسافر و خدمه هواپیما، از جمله سه هواپیماربا، جان باختند. این رویداد نخستین مورد ثبت شده از فرود تا حدی موفقیت‌آمیز در آب با استفاده از هواپیمای پهن‌پیکر است، نخستین فرود موفقیت‌آمیز یک هواپیما بر روی آب، پرواز شمارهٔ ۶ پان آمریکن در سال ۱۹۵۶ بود که در آن همهٔ مسافران حاضر در هواپیما جان سالم به‌در بردند. اما هواپیمای مورد استفاده در آن حادثه یک هواپیمای بوئینگ ۳۷۷ استراتوکروز بود که یک هواپیمای پهن پیکر نیست.

### خلبانان
کاپیتان لئول آبات (۴۲ ساله)، یک خلبان با تجربه با بیش از ۱۱۵۰۰ ساعت کل پرواز (شامل ۴۰۶۷ ساعت در بوئینگ ۷۵۷ / ۷۶۷)، خلبان یک بود. افسر اول این پرواز یوناس مکوریا (۳۴ ساله) بود. او بیش از ۶۵۰۰ پرواز داشت که ۳۰۴۲ ساعت از آن در بوئینگ ۷۵۷/۷۶۷ بود.

## شرح رویداد
هواپیما در ساعت ۰۸:۰۹ UTC برخاست. در حدود ساعت ۰۸:۲۹ که حدود ۲۰ دقیقه از پرواز گذشته بود، سه مرد اتیوپیایی به کابین خلبان نفوذ کردند و پس از برداشتن تبر و کپسول آتش‌نشانی، هواپیما را ربودند. رادیوی دولتی اتیوپی بعداً هواپیماربایان را دو فارغ‌التحصیل دبیرستانی بیکار و یک پرستار شناسایی کرد. نام‌های آن‌ها «علمیهو بیکلی بلینه»، «ماتیاس سلیمان بلی» و «سلطان علی حسین» بود.
این افراد تهدید کردند که اگر خلبانان به خواسته‌های آن‌ها عمل نکنند، هواپیما را در حال پرواز منفجر خواهند کرد. هواپیماربایان گفتند که یازده نفر هستند در حالی‌که در واقع فقط سه نفر بودند. پس از حمله و بیرون بردن افسر اول یوناس مکوریا از کابین خلبان به زبان‌های آمهری، فرانسوی و انگلیسی اعلام کردند که بمبی به همراه دارند که اگر کسی بخواهد دخالت کند، آن را منفجر می‌کنند. مقامات بعداً تشخیص دادند که بمب ادعا شده در واقع یک بطری مشروب پوشیده شده بود.
هواپیماربایان خواستار انتقال این هواپیما به استرالیا شدند. لئول سعی کرد توضیح دهد که آن‌ها فقط سوخت مورد نیاز برای پرواز برنامه‌ریزی شده را دریافت کرده‌اند و بنابراین حتی نمی‌توانند یک چهارم از مسیر استرالیا را طی کنند، اما هواپیماربایان گفتهٔ او را باور نکردند.
کاپیتان به‌جای پرواز به سمت استرالیا، خط ساحلی آفریقا را به سمت جنوب دنبال کرد. هواپیماربایان متوجه شدند که زمین هنوز قابل مشاهده است و خلبان را مجبور کردند که هواپیما را به سمت شرق هدایت کند. لئول مخفیانه به سمت جزایر قمر در میانهٔ راه ماداگاسکار و سرزمین اصلی آفریقا، حرکت کرد. در این مدت دو نفر از هواپیماربایان به داخل کابین مسافران رفتند و هواپیماربای اصلی (همان‌طور که در گزارش ذکر شد) در کابین خلبان ماند.

### فرود در آب
با نزدیک شدن به جزیره، سوخت هواپیما تقریباً تمام شده بود، اما هواپیماربایان همچنان به هشدارهای کاپیتان بی‌توجه بودند. از بین گزینه‌ها، لئول به امید فرود هواپیما در فرودگاه اصلی کومور شروع به دور زدن منطقه کرد.
در ساعت ۱۱:۴۱ موتور سمت راست بی‌آتش شد. هواپیماربای داخل کابین خلبان، مدت کوتاهی به داخل کابین مسافران رفت تا با سایر هواپیماربایان صحبت کند. لئول از این فرصت استفاده کرد و به مسافران اعلام کرد: «ما در حال فرود اضطراری هستیم، همچنین یک موتور را از دست داده‌ایم» او از مسافران درخواست کرد که با هواپیماربایان، مقابله کنند.
با شنیدن این حرف، رئیس هواپیماربایان به کابین برگشت و میکروفون لئول را از دستش گرفت. مدت کوتاهی پس از آن، موتور سمت چپ نیز خاموش شد.
لئول سعی کرد در فرودگاه بین‌المللی شاهزاده سعید ابراهیم در گرند قمر فرود اضطراری داشته باشد، اما درگیری با هواپیماربایان در آخرین لحظه باعث شد نقطهٔ مرجع بصری خود را از دست بدهد و او نتواند موقعیت فرودگاه را پیدا کند. خلبان در حالی‌که هنوز با هواپیماربایان می‌جنگید، سعی کرد هواپیما را در آب‌های کم عمق، به موازات امواج فرود آورد. چند ثانیه پیش از تماس با آب، هواپیما ده درجه به سمت چپ منحرف شد. موتور سمت چپ و نوک بال ابتدا به آب برخورد کردند، موتور با یک صخره مرجانی برخورد کرد و باعث شد که بوئینگ ۷۶۷ ناگهان به چپ خم شود. سپس باقی هواپیما وارد آب شده و باعث شکسته شدن بدنهٔ هواپیما شد. به‌جز قسمت پشتی بدنهٔ هواپیما، قسمت‌های شکستهٔ بدنه به‌سرعت در آب فرورفت. بسیاری از مسافران به‌دلیل باد کردن زودهنگام جلیقه‌های نجات خود در کابین جان خود را از دست دادند، که باعث شد در داخل هواپیمای در حال غرق شدن به دام بیفتند.
ساکنان جزیره و گردشگران از جمله گروهی از غواصان و برخی پزشکان فرانسوی و هندی در تعطیلات به کمک بازماندگان سانحه رفتند. یک گردشگر فیلمی از سقوط و لحظهٔ برخورد را ضبط کرده‌است. او گفته‌است که در ابتدا گمان می‌کرده که حرکت هواپیما بخشی از یک نمایش هوایی برای گردشگران است.

## سرنوشت مسافران و خدمه
گزارش نهایی حادثه شامل فهرستی از مسافران و خدمهٔ بازمانده و جان‌باخته‌است. همگی ۱۲ خدمه، اتیوپیایی بودند. شش نفر از جمله خلبان و کمک خلبان جان سالم به در بردند. مسافران اهل ۳۶ کشور بودند.

نقشهٔ صندلی‌ها که موقعیت مسافران و خدمهٔ جانباخته و زنده مانده را نشان می‌دهد.

از ۱۷۵ مسافر و خدمهٔ هواپیما، ۱۲۵ نفر از جمله سه هواپیماربا کشته شدند. بر پایهٔ گزارش سانحه، شش خدمه نجات یافته و ۳۸ مسافر جراحات جدی، دو سرنشین جراحات جزئی و ۴ سرنشین آسیبی ندیده‌اند. یکی از مسافران، یک اتیوپیایی، به‌عنوان یک کودک در مانیفست شناسایی شد. این مسافر جزو کشته شدگان بود.
بسیاری از مسافران از برخورد اولیه جان سالم به‌در بردند، اما هشدار لئول مبنی بر باد نکردن جلیقه نجات خود را در داخل هواپیما نادیده گرفتند یا نشنیدند، که باعث شد در هنگام سرازیر شدن آب، آن‌ها توسط جلیقه‌های نجات باد شده به سقف بدنه فشار داده شده و نتوانند فرار کنند.
لئول و یوناس هر دو زنده ماندند. برای اقدامات خود، لئول جایزهٔ حرفه‌ای در ایمنی پرواز بنیاد ایمنی پرواز را دریافت کرد.